# Артемій (єпископ)
Артемій (роки народження і смерті невідомі) — галицький єпископ у 1238—1242 роках. Підтримував боярську опозицію Данилові Галицькому і Василькові Романовичу, що противилася об’єднанню Галичини й Волині та відновленню Галицько-Волинського князівства. Коли 1238 Данило на заклик міської громади Галича став князем міста й Галицької землі, Артемій і боярин Григорій, які порядкували в Галичі, були змушені, всупереч своїм намірам, схвалити цей вибір. Пізніше Артемій подався на край Галицької землі, до Перемишля, звідки підтримував суперника Данила — чернігівського княжича Ростислава Михайловича. 1242 двірничий Данила Андрій на чолі невеликого війська здійснив стрімкий рейд на Перемишль, схопив і полонив Артемія, його слуг і оточення. Подальша доля єпископа невідома.